# جولي غودير
جولي غودير (بالإنجليزية: Julie Goodyear)‏ هي ممثلة بريطانية، ولدت في 29 مارس 1942 في Heywood, Greater Manchester ‏ في المملكة المتحدة.

## وصلات خارجية
- جولي غودير على موقع IMDb (الإنجليزية)
- جولي غودير على موقع ميوزك برينز (الإنجليزية)
- جولي غودير على موقع قاعدة بيانات الفيلم (الإنجليزية)